# Roeien op de Olympische Zomerspelen 1964
Roeien is een van de sporten die beoefend werden tijdens de Olympische Zomerspelen 1964 in Tokio.

## Heren

### skiff
| rang   | sporter            | land | tijd    |
| ------ | ------------------ | ---- | ------- |
| Goud   | Vjatsjeslav Ivanov | URS  | 8:22.51 |
| Zilver | Achim Hill         | EUA  | 8:26.24 |
| Brons  | Gottfried Kottmann | SUI  | 8:29.68 |
| 4      | Alberto Demiddi    | ARG  | 8:31.51 |
| 5      | Murray Watkinson   | NZL  | 8:35.57 |
| 6      | Donald Spero       | USA  | 8:37.53 |
| 7      | Robert Groen       | NED  | 7:17.50 |
| 8      | Leif Gotfredsen    | CAN  | 7:28.70 |

### dubbel-twee
| rang   | sporters                         | land | tijd    |
| ------ | -------------------------------- | ---- | ------- |
| Goud   | Oleg Tjoerin Boris Doebrovsky    | URS  | 7:10.66 |
| Zilver | Seymour Cromwell James Storm     | USA  | 7:13.16 |
| Brons  | Vladimír Andrs Pavel Hofmann     | TCH  | 7:14.23 |
| 4      | Melchior Bürgin Martin Studach   | SUI  | 7:24.97 |
| 5      | Helmut Lebert Josef Steffes-Mies | EUA  | 7:30.03 |
| 6      | René Duhamel Bernard Monnereau   | FRA  | 7:41.80 |
| 7      | Arnold Cooke Peter Webb          | GBR  | 6:44.39 |
| 8      | Max Alwin Peter Bots             | NED  | 6:47.07 |

### twee-zonder-stuurman
| rang   | sporters                                 | land | tijd    |
| ------ | ---------------------------------------- | ---- | ------- |
| Goud   | George Hungerford Roger Jackson          | CAN  | 7:32.94 |
| Zilver | Steven Blaisse Ernst Veenemans           | NED  | 7:33.40 |
| Brons  | Michael Schwan Wolfgang Hottenrott       | EUA  | 7:38.63 |
| 4      | James Lee Nicholson Stewart Farquharson  | GBR  | 7:42.00 |
| 5      | Peter Fich Christiansen Hans Jørgen Boye | DEN  | 7:48.13 |
| 6      | Toimi Pitkänen Veli Lehtelä              | FIN  | 8:05.74 |
| 7      | Peter Bolligen Nicolas Gobet             | SUI  | 7:05.71 |
| 8      | Czesław Nawrot Alfons Ślusarski          | POL  | 7:08.38 |

### twee-met-stuurman
| rang   | sporters                                                          | land | tijd    |
| ------ | ----------------------------------------------------------------- | ---- | ------- |
| Goud   | Edward Ferry Conn Findlay Henry Kent Mitchell (stuurman)          | USA  | 8:21.23 |
| Zilver | Jacques Morel Georges Morel Jean-Claude Darouy (stuurman)         | FRA  | 8:23.15 |
| Brons  | Erik Hartsuiker Herman Rouwé Jan Just Bos (stuurman)              | NED  | 8:23.42 |
| 4      | Nikolai Safronov Leonid Rakovsjtsjik Igor Roedakov (stuurman)     | URS  | 8:24.85 |
| 5      | Václav Chalupa Jiří Pálka Zdeněk Mejstřík (stuurman)              | TCH  | 8:36.21 |
| 6      | Kazimierz Naskręcki Marian Siejkowski Stanisław Kozera (stuurman) | POL  | 8:40.00 |
| 7      | Günter Bergau Peter Gorny Karl-Heinz Danielowski (stuurman)       | EUA  | 7:27.98 |
| 8      | Alfred Sageder Josef Kloimstein Peter Salzbacher (stuurman)       | AUT  | 7:31.65 |

### vier-zonder-stuurman
| rang   | sporters                                                             | land | tijd    |
| ------ | -------------------------------------------------------------------- | ---- | ------- |
| Goud   | John Ørsted Hansen Bjørn Hasløv Erik Petersen Kurt Helmudt           | DEN  | 6:59.30 |
| Zilver | John Michael Russell Hugh Wardell-Yerburgh William Barry John James  | GBR  | 7:00.47 |
| Brons  | Geoffrey Picard Richard Lyon Theodore Mittet Ted Nash                | USA  | 7:01.37 |
| 4      | Sjoerd Wartena Jim Enters Herman Boelen Sipke Castelein              | NED  | 7:09.98 |
| 5      | Romano Sgheiz Fulvio Balatti Giovanni Zucchi Luciano Sgheiz          | ITA  | 7:10.05 |
| 6      | Günter Schroers Horst Effertz Albrecht Müller Manfred Misselhorn     | EUA  | 7:10.33 |
| 7      | Tselestinas Joetsis Eugenius Levitskas Jonas Matiejūnas Anatoli Sass | URS  | 6:22.03 |
| 8      | Dieter Ebner Horst Kuttelwascher Dieter Losert Manfred Krausbar      | AUT  | 6:24.15 |

### vier-met-stuurman
| rang   | sporters                                                                                            | land | tijd    |
| ------ | --------------------------------------------------------------------------------------------------- | ---- | ------- |
| Goud   | Peter Neusel Bernhard Britting Joachim Werner Egbert Hirschfelder Jürgen Oelke (stuurman)           | EUA  | 7:00.44 |
| Zilver | Renato Bosatta Emilio Trivini Giuseppe Galante Franco De Pedrina Giovanni Spinola (stuurman)        | ITA  | 7:02.84 |
| Brons  | Lex Mullink Jan van de Graaff Freek van de Graaff Bobbie van de Graaf Marius Klumperbeek (stuurman) | NED  | 7:06.46 |
| 4      | Yves Fraisse Claude Pache Gérard Jacquesson Michel Dumas Jean Claude Darouy (stuurman)              | FRA  | 7:13.92 |
| 5      | Anatoli Tkatsjoek Vitali Koerdtsjenko Boris Koezmin Vladimir Jevsejev Anatoli Loezgin (stuurman)    | URS  | 7:16.05 |
| 6      | Szczepan Grajczyk Marian Leszczyński Ryszard Lubicki Andrzej Nowaczyk Jerzy Pawłowski (stuurman)    | POL  | 7:28.15 |
| 7      | Paul Gunderson Harry Pollock Thomas Pollock James Tew Edward Washburn (stuurman)                    | USA  | 6:43.68 |
| 8      | Darien Boswell Alistair Dryden Peter Masfen Dudley Storey Robert Page (stuurman)                    | NZL  | 6:45.16 |

### acht
| rang   | sporters | land | tijd    |
| ------ | --- | ---- | ------- |
| Goud   | Joseph Amlong Thomas Amlong Harold Budd Emory Clark Stanley Cwiklinski Hugh Foley Bill Knecht William Stowe Róbert Zimonyi (stuurman)                                  | USA  | 6:18.23 |
| Zilver | Klaus Aeffke Klaus Bittner Karl-Heinrich von Groddeck Hans-Jürgen Wallbrecht Klaus Behrens Jürgen Schröder Jürgen Plagemann Horst Meyer Thomas Ahrens (stuurman)       | EUA  | 6:23.29 |
| Brons  | Petr Čermák Jiří Lundák Jan Mrvík Július Toček Josef Věntus Luděk Pojezný Bohumil Janoušek Richard Nový Miroslav Koníček (stuurman)                                    | TCH  | 6:25.11 |
| 4      | Boris Klavora Jadran Barut Jože Berc Vjekoslav Skalak Marko Mandič Alojz Colja Pavao Martić Lucijan Kleva Zdenko Balaš (stuurman)                                      | YUG  | 6:27.15 |
| 5      | Juozas Jagelavičius Joeri Soeslin Piatras Karla Vytautas Briedis Vladimir Sterlik Zigmas Joekna Antanas Bagdanavičius Ričardas Vaitkevičius Joeri Lorentson (stuurman) | URS  | 6:30.69 |
| 6      | Dario Giani Sergio Tagliapietra Giampietro Gilardi Francesco Glorioso Pietro Polti Giuseppe Schiavon Orlando Savarin Sereno Brunello Ivo Stefanoni (stuurman)          | ITA  | 6:42.78 |
| 7      | André Fevret Pierre Maddaloni André Sloth Joseph Moroni Robert Dumontois Jean-Pierre Grimaud Bernard Meynadier Michel Viaud Alain Bouffard (stuurman)                  | FRA  | 5:58.57 |
| 8      | David Ramage David Boykett Terence Davies Robert Lachel Paul Guest Martin Tomanovits Brian Vear Graeme McCall Kevin Wickham (stuurman)                                 | AUS  | 6:02.21 |

## Medaillespiegel
| rang   | land               | goud | zilver | brons | totaal |
| ------ | ------------------ | ---- | ------ | ----- | ------ |
| 1      | Verenigde Staten   | 2    | 1      | 1     | 4      |
| 2      | Sovjet-Unie        | 2    | 0      | 0     | 2      |
| 3      | Duits eenheidsteam | 1    | 2      | 1     | 4      |
| 4      | Canada             | 1    | 0      | 0     | 1      |
| 4      | Denemarken         | 1    | 0      | 0     | 1      |
| 6      | Nederland          | 0    | 1      | 2     | 3      |
| 7      | Frankrijk          | 0    | 1      | 0     | 1      |
| 7      | Italië             | 0    | 1      | 0     | 1      |
| 7      | Groot-Brittannië   | 0    | 1      | 0     | 1      |
| 10     | Tsjecho-Slowakije  | 0    | 0      | 2     | 2      |
| 11     | Zwitserland        | 0    | 0      | 1     | 1      |
| totaal | totaal             | 7    | 7      | 7     | 21     |

Parijs 1900 · 
St. Louis 1904 · 
Londen 1908 · 
Stockholm 1912 · 
Antwerpen 1920 · 
Parijs 1924 · 
Amsterdam 1928 · 
Los Angeles 1932 · 
Berlijn 1936 · 
Londen 1948 · 
Helsinki 1952 · 
Melbourne 1956 · 
Rome 1960 · 
Tokio 1964 · 
Mexico-stad 1968 · 
München 1972 · 
Montréal 1976 · 
Moskou 1980 · 
Los Angeles 1984 · 
Seoel 1988 · 
Barcelona 1992 · 
Atlanta 1996 · 
Sydney 2000 · 
Athene 2004 · 
Peking 2008 · 
Londen 2012 · 
Rio de Janeiro 2016 · 
Tokio 2020 · 
Parijs 2024 ·  
Los Angeles 2028 
Medaillewinnaars
Atletiek · Basketbal · Boksen · Gewichtheffen · Hockey · Honkbal (demonstratie) · Judo · Kanovaren · Moderne vijfkamp · Paardensport · Roeien · Schermen · Schietsport · Schoonspringen · Turnen · Voetbal · Volleybal · Waterpolo · Wielersport · Worstelen · Zeilen · Zwemmen